# Kelsey Asbille

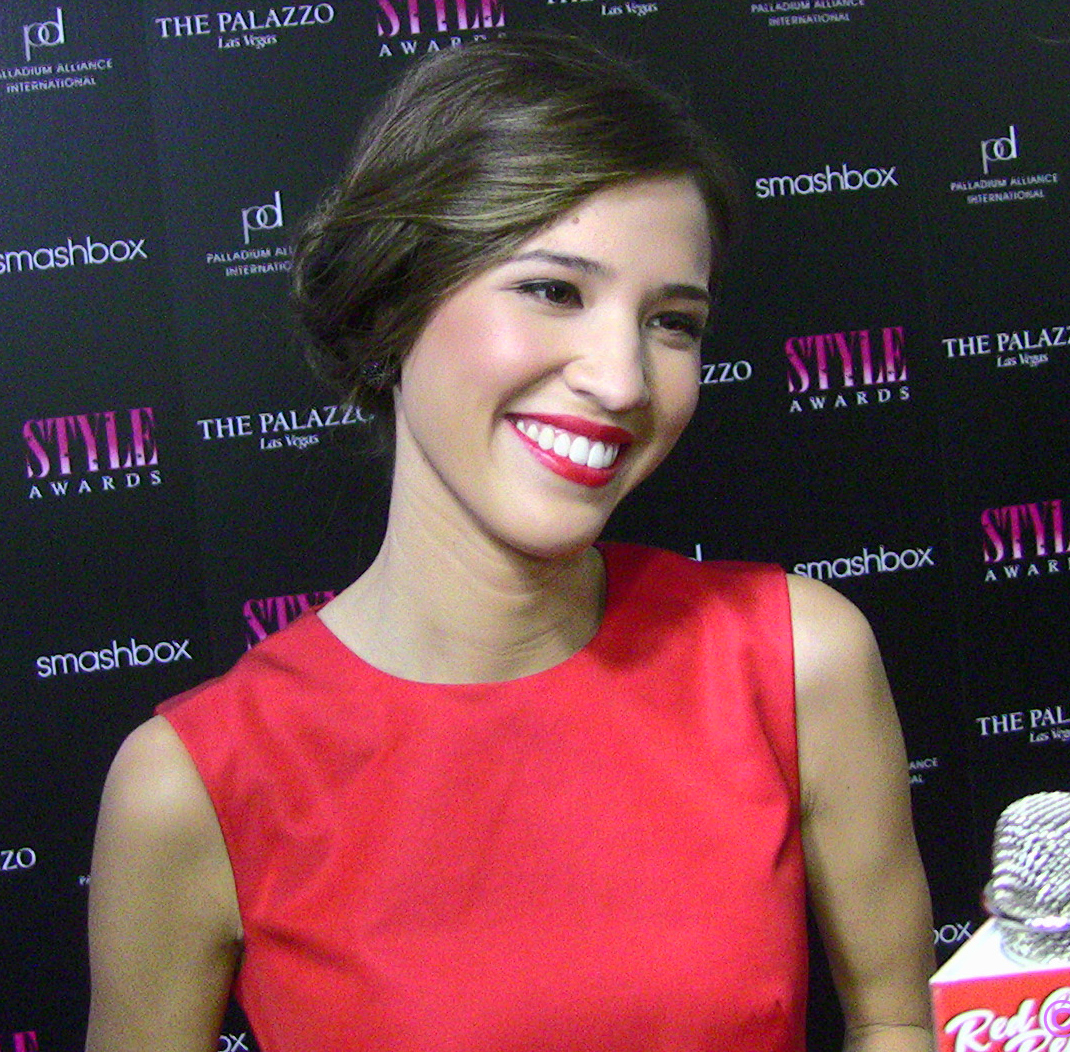
Kelsey Asbille bei den Hollywood Style Awards im November 2011

Kelsey Asbille Chow (* 9. September 1991 in Columbia, South Carolina) ist eine US-amerikanische Schauspielerin. Größere Bekanntheit erlangte sie durch die Rolle der „Mikayla Makoola“ in der Disney-Serie Pair of Kings – Die Königsbrüder.

## Leben und Karriere
Kelsey Asbille hat chinesische und englische Wurzeln und hat zwei jüngere Geschwister. Sie lebte zunächst in Los Angeles, Kalifornien, später in New York City, wo sie die Columbia University besucht.
Chow nahm bereits in jungen Jahren Tanzunterricht und hatte mehrere Auftritte im Community-Theater. 2005 bekam sie ihre erste Rolle als Gigi Silveri in der Dramaserie One Tree Hill. 2008 hatte sie einen Gastauftritt in der Serie Hotel Zack & Cody. In den nachfolgenden Jahren spielte sie in den Filmen My Sweet Misery und Mein Bruder, die Pfadfinderin! mit. Von 2010 bis 2013 war Chow in der Fernsehserie Pair of Kings – Die Königsbrüder als Mikayla Makoola zu sehen. Sie wurde für eine Hauptrolle in der Fox-Serie Hieroglyph ausgewählt, die im alten Ägypten spielt, aber schon vor ihrer Premiere wieder abgesetzt wurde.
Während sie bis 2017 unter dem Namen Kelsey Chow auftrat, benutzt sie seitdem ihren Mittelnamen Asbille. Von 2018 bis 2024 spielte sie in der Neowesternserie Yellowstone als Monica Dutton eine der Hauptrollen.

## Filmografie (Auswahl)
- 2005–2009: One Tree Hill (Fernsehserie, 18 Episoden)
- 2008: Hotel Zack & Cody (The Suite Life of Zack & Cody, Fernsehserie, Episode 3x18)
- 2009: My Sweet Misery
- 2010: Mein Bruder, die Pfadfinderin! (Den Brother, Fernsehfilm)
- 2010–2013: Pair of Kings – Die Königsbrüder (Pair of Kings, Fernsehserie, 71 Episoden)
- 2012: The Amazing Spider-Man
- 2013: Street Run – Du bist dein Limit (Run)
- 2013: The Wine of Summer
- 2014: Baby Daddy (Fernsehserie, Episode 3x10)
- 2015–2016: Teen Wolf (Fernsehserie, 13 Episoden)
- 2017: Embeds (Fernsehserie, 6 Episoden)
- 2017: Wind River
- 2018: Splitting Up Together (Fernsehserie, 2 Episoden)
- 2018–2024: Yellowstone (Fernsehserie, 52 Episoden)
- 2020: Fargo (Fernsehserie, 7 Episoden)
- 2024: Don’t Move